# Ermita de San Visorio (San Vicente de Labuerda)
La ermita de San Visorio es un santuario religioso que se encuentra en San Vicente de Labuerda, aldea de Labuerda (Huesca), en la comarca de Sobrarbe.
Se localiza en una boscosa ladera a 30 minutos de la localidad, a la que se accede por medio de una senda.
Este tipo de ermitas, que presentan un estrechamiento en planta de la cabecera respecto a la nave, suelen datarse en el siglo XVII. Dada la rudeza, podría retrasarse la fecha hasta el siglo XVI. 

## Descripción
Se trata de una ermita para cuya construcción se ha aprovechado un abrigo rupestre. Se encuentra sin embargo aislada de la montaña al picar un perímetro a lo largo de la ermita. Posee planta rectangular irregular, más estrecha en la cabecera. Está construida en mampostería enfoscada con cemento y encalada. Está cubierta con una tosca bóveda a modo de cañón. 
El interior de la ermita está decorado pictóricamente. Existen pinturas geométricas y, en la cabecera, representaciones de San Visorio y su acólitos, Clemencio y Firmiano.
En una ventana sobre la puerta de acceso, situada a los pies de la nava, en encuentra pintada la fecha de: “A. L. 1870 MAYO 3”.

## Romería
Una vez al año, por lo general el primer domingo del mes de mayo, se suele hacer una romería popular que, saliendo de San Vicente de Labuerda, sube hacia la ermita en la que los asistentes disponen de un refrigerio y celebran un almuerzo. En tiempos también se decía misa en la ermita, pero dado que la media de edad de los creyentes que van de romeros se ha ido haciendo cada vez más grande y muchos se han visto impedidos a subir los más de 2 kilómetros de cuestas que llevan hacia la ermita, la misa se ha trasladado a la iglesia de San Vicente de Labuerda, que es de mejor acceso con vehículos particulares.
Celebran esta peculiar romería los pueblos de Labuerda y San Vicente de Labuerda (que actúan como anfitriones, pagando el Ayuntamiento la torta que se reparte), Banastón (aldea de Aínsa) y Cadeilhan-Trachère, (Pirineo francés), el municipio ultrapirenaico al que se ha atribuido tradicionalmente ser lugar de nacimiento de San Visorio.